# (12773) Lyman
(12773) Lyman est un astéroïde de la ceinture principale.

## Description
(12773) Lyman est un astéroïde de la ceinture principale. Il fut découvert le 10 août 1994 à La Silla par Eric Walter Elst. Il présente une orbite caractérisée par un demi-grand axe de 2,73 UA, une excentricité de 0,09 et une inclinaison de 1,5° par rapport à l'écliptique.

## Compléments